# Club Necaxa
Impulsora del Deportivo Necaxa S.A. de C.V., sau simplu Club Necaxa, este un club de fotbal din Aguascalientes, Mexic.

## Lotul actual
La 10 februarie 2025
| Nr. |           | Poziție | Jucător            |
| --- | --------- | ------- | ------------------ |
| 1   | Mexic     | P       | Emiliano Pérez     |
| 2   | Mexic     | F       | Emilio Martínez    |
| 3   | Uruguay   | F       | Agustín Oliveros   |
| 4   | Mexic     | F       | Alexis Peña        |
| 5   | Mexic     | F       | Alejandro Mayorga  |
| 6   | Mexic     | F       | Jesús Alcántar     |
| 7   | Columbia  | M       | Kevin Rosero       |
| 8   | Argentina | M       | Agustín Palavecino |
| 9   | Argentina | A       | Tomás Badaloni     |
| 10  | Argentina | M       | José Paradela      |
| 13  | Mexic     | M       | Alejandro Andrade  |
| 14  | Mexic     | M       | Diego de Buen      |
| 15  | Mexic     | M       | Pável Pérez        |

| Nr. |           | Poziție | Jucător                                     |
| --- | --------- | ------- | ------------------------------------------- |
| 16  | Mexic     | F       | Alfredo Gutiérrez                           |
| 17  | Mexic     | M       | Rogelio Cortéz                              |
| 18  | Mexic     | F       | Raúl Sandoval                               |
| 19  | Mexic     | M       | Diego Gómez                                 |
| 20  | Mexic     | M       | Arturo Palma                                |
| 21  | Columbia  | M       | Johan Rojas (împrumutat de la Monterrey)    |
| 22  | Argentina | P       | Ezequiel Unsain                             |
| 23  | Mexic     | F       | Alán Montes                                 |
| 26  | Mexic     | F       | Emilio Lara (împrumutat de la América)      |
| 27  | Columbia  | A       | Diber Cambindo                              |
| 29  | Mexic     | M       | José Iván Rodríguez (împrumutat de la León) |
| 30  | Mexic     | A       | Ricardo Monreal                             |
| 34  | Columbia  | A       | Hather Cuesta                               |

## Internaționali importanți
Luis Perez
Jose Ruiz
Jose Antonio Roca
Saturnino Martinez
Jose Luis Lamadrid
Carlos Blanco
Alfonso Portugal
Jaime Salazar
Guillermo Ortiz Camargo
Mario Velarde
Alberto Baeza
Jose Luis Gonzalez
Antonio Mota
Ignacio Ambriz
Alberto Garcia Aspe
Cuauhtémoc Blanco
Luis Hernández (fotbalist)
Alex Aguinaga
Braulio Luna

## Palmares

### Național
Amateur era
- Primera Fuerza: 4

1932-33, 1934-35, 1936-37, 1937-38
- Copa México: 4

1924-25, 1925-26, 1932-33, 1935-36
- Runner up 2

1939-40, 1940-41
- Campeón de Campeones: 2

1932-33, 1935-36
- Campeonísimo: 2

1932-33, 1934-35
Professional Era
- Liga MX: 0

- Primera Division: 3

1994-95, 1995-96, Invierno 98
- Ascenso MX: 2

Clausura 2009, Bicentenario 2010
- Campeón de Ascenso: 1

2009-2010
- Copa México: 3

1959-60, 1965-66, 1994-95
- Campeón de Campeones: 2

1965-1966, 1994-1995

### Internațional
- Central American and Caribbean Games: 1

1935
- CONCACAF Champions' Cup: 2

1975 (as Atlético Español), 1999
- InterLiga: 1

2007
- FIFA Club World Cup: 0

3 place - 2000
- CONCACAF Cup Winners' Cup: 1

1994